# Кононенко, Игорь Витальевич
И́горь Вита́льевич Кононе́нко (укр. Ігор Віталійович Кононенко; род. 21 августа 1965, Киев, УССР, СССР) — украинский предприниматель и политик. Народный депутат Украины VIII созыва, первый заместитель председателя фракции «Блок Петра Порошенко».

## Биография
В 1982 году окончил киевскую среднюю общеобразовательную школу № 45 и поступил в Киевский автомобильно-дорожный институт.
В 1984—1986 годах проходил срочную военную службу в Советской Армии (отсрочка студентам в те годы не предоставлялась), где подружился с Петром Порошенко.
В 1989 году окончил с отличием обучение в Киевском автомобильно-дорожном институте (КАДИ) по специальности «экономика и управление на транспорте».
В 1988—1990 гг. — секретарь комитета комсомола КАДИ. В 1990—1991 гг. — заместитель директора структурного подразделения городского штаба студенческого отряда.
С 1991 по 1992 год — коммерческий директор МП «Транспорт».
В 1992—1994 гг. — коммерческий директор АО «Биржевой дом „Украина“».
С 2004 по 2009 год — председатель Наблюдательного совета ОАО «Киевское автотранспортное предприятие — 2240».

## Предпринимательская карьера
Игорю Кононенко принадлежит ПАО «Закрытый недиверсифицированный корпоративный инвестиционный фонд „ВИК“», с 2012 года он также является председателем его наблюдательного совета. Фонд владеет 7 компаниями в сферах строительства, гостиничного бизнеса, торговли и спорта, в 2014 году возглавлял наблюдательный совет страховой компании «Краина», а также — наблюдательный совет инвестфонда «ВИК».
Игорь Кононенко является ключевым бизнес-партнёром предпринимателя и президента Украины Петра Порошенко и его соратником. В частности, являлся членом наблюдательного совета и работал в принадлежащих ему компаниях: ЗАО «Украинский промышленно-инвестиционный концерн» (член набсовета с 1994 по 2005 год, первый заместитель и гендиректор с 2009 по 2012 год), «Богдан Моторс», Спортивно-оздоровительный комплекс «Монитор» и Международного инвестиционного банка, в последнем Кононенко является миноритарным акционером (14,92 %). Совместно с Порошенко также владеет «Песковским заводом стеклоизделий» в Киевской области.

## Политическая карьера
С 2006 по 2014 год депутат Киевского городского совета V и VI созывов от Блока Леонида Черновецкого, заместитель председателя постоянной комиссии по вопросам транспорта и связи. Представлял фракции «Блок Леонида Черновецкого» и «Инициативу» (с 2010 по 2014 год), основанную после отъезда Леонида Черновецкого с Украины при участии самого Кононенко.
На выборах в Киевсовет 2014 года вошёл в избирательный список партии УДАР, где занял 11 место.
На парламентских выборах осенью 2014 года был избран народным депутатом по списку «Блока Петра Порошенко» (занимал 29 место), одним из руководителей центрального избирательного штаба которого являлся, занимался вопросами взаимодействия и помощи мажоритарным кандидатам, курировал кампанию в Киеве.
В парламенте стал первым заместителем председателя фракции, также войдя в состав комитета по вопросам топливно-энергетического комплекса, ядерной политики и безопасности и межпарламентскую группу по связям с Австрией.
Также является главой киевской ячейки партии, занимался подготовкой к местным выборам 25 октября 2015 года в городской и областной советы. 16 сентября 2015 года возглавил избирательный штаб партии «БПП» — «Солидарность» на местных выборах, решение об избрании было принято президиумом партии.
12 мая 2016 года фракция «Блок Петра Порошенко» в Верховной раде восстановила в должности первого заместителя председателя фракции «Блок Петра Порошенко» депутата Игоря Кононенко.
На досрочных парламентских выборах 2019 года баллотировался по 94 мажоритарному округу (Киевская область), получив 12,01 % (9 036 голосов). Уступил кандидату от партии «Слуга народа» и журналисту телеканала «1+1» Александру Дубинскому (40,94 %, 30 781 голосов).
29 мая 2019 года сообщил об уходе с занимаемых партийных должностей. Свой шаг он объяснил желанием помочь проявить себя в политике молодым партийцам и новым политикам.

## Скандалы
Ряд украинских СМИ называл Игоря Кононенко «смотрящим» и одним из трёх (вместе с Андреем Иванчуком и Николаем Мартыненко) серых кардиналов парламента VIII созыва, представляющих интересы президента Петра Порошенко и премьера Арсения Яценюка. Считался наиболее информированным относительно последних решений президента и фракции, назывался главным коммуникатором и ответственными за деликатные вопросы во фракции — кадры, лоббистские связи и финансы.
3 февраля 2016 года министр экономического развития и торговли Украины Айварас Абромавичюс обвинил Игоря Кононенко в воспрепятствовании работе министерства и назначении своих людей на руководящие должности важных государственных предприятий: «Укрхімтрансаміак», «Укрзовнішінформ», Агентство по аккредитации Украины. 4 февраля 2016 года первый заместитель председателя фракции партии «БПП» — «Солидарность» Игорь Кононенко заявил о снятии с себя полномочий на период расследования заявления, обнародованного Айварасом Абромавичюсом. Кроме того, Кононенко настаивает на том, чтобы Абромавичюс прошел вместе с ним детектор лжи относительно озвученных обвинений. Украинские и западные СМИ также указывают на связь Кононенко с офшорной компанией Intraco Management Ltd, при помощи которой осуществлялся уход от уплаты налогов. Связь Кононенко и Порошенко с данной компанией подтвердилась после публикации панамских документов.
В ноябре 2016 года бывший президент Грузии и экс-глава Одесской области Михаил Саакашвили обвинил Игоря Кононенко и его соратника Александра Грановского в том, что те по указанию президента Петра Порошенко занимаются подготовкой вопроса о лишении политика гражданства Украины.
За данными журналистского расследования Кононенко, пользуясь своим влиянием как бизнес-партнер президента Петра Порошенко, исполнял роль куратора одной из наиболее денежных сфер в стране — энергетической. Народный депутат принимал в своем офисе влиятельных бизнесменов: Павла Фукса, Анатолия Шкрибляка, Виталия Кропачёва.
Пиаром Игоря Кононенко занимается Екатерина Рошук, которая также является пресс-секретарем скандально известного российско-украинского олигарха Павла Фукса, который пребывает под санкциями как РФ, так и Украины, имеет проблемы с правоохранительными органами обеих стран и получил подозрение от Службы безопасности Украины. Также Рошук по заказу Фукса вела черную медиакампанию против предпринимателя Михаила Бродского.

## Общественная деятельность
В 2017 году Международная теннисная академия (МТА), созданная при поддержке народного депутата Игоря Кононенко, подписала контракты с чемпионками теннисных турниров в группе юниоров Долженко Марией и Снигур Дарьей, согласно которым МТА берет на себя обязательство финансировать тренировки и выездные турниры юных теннисисток до достижения ими 18-летнего возраста.
Несмотря на проигрыш на округе приобрел для Обуховской и Васильковской центральных районных больниц критически важное медицинское оборудование: пульсоксиметры, кислородные концентраторы, газово-электролитные анализаторы. Также предоставлено мед.оборудование для Песковского центра первичной медико-санитарной помощи.
Благотворительный фонд Игоря Кононенко сотрудничает с благотворительным фондом «Manus Dei» в сфере поставок медицинского оборудования.  Кроме того, его фонд профинансировал печать альбома с работами учеников известного народного художника Алексея Петренко.
Кононенко лично и через собственный благотворительный фонд на протяжении каждого года предоставляет многоразовую помощь реабилитационному центру «Я + Семья» — уникальному дошкольному учебному заведению, что ориентирован на детей с различными особыми образовательными потребностями. Финансовая помощь реабцентру не прекращается несмотря на полномасштабное вторжение России на Украину.
В 2021 году бизнесмен передал дрон Autel EVO 2 Pro Rugged Bundle военнослужащим Сил специальных операций Украины (ССО), а генератор и автозапчасти — для нужд 58-й отдельной мотопехотной бригады Сухопутных войск Украины.
В 2022 году после начала полномасштабного вторжения российской армии Кононенко и его Фонд помогает армии, территориальной обороне, бомбоубежищам, медикам: бронежилеты, шлемы, турникеты, аптечки, кровоостанавливающие средства, бронированные фургоны, квадроцикл, квадрокоптер переданы военным и в волонтерские центры на востоке и юге страны, а медицинским учреждениям предоставлены медикаменты и медицинские изделия. Для батальона особого назначения «Скиф» приобретены автомобили Nissan Navara. Только за первые 4 месяца суммарно было предоставлено помощи примерно на 30 млн грн. Фонд также сотрудничает с другими благотворителями, по просьбе БФ «Территория добра» была профинансирована закупка коллиматорного прицела для одного из взводов снайперов.

## Отравление ртутью
27 января 2017 года заместитель председателя фракции «Блок Петра Порошенко» в Верховной раде Алексей Гончаренко заявил об отравлении ртутью Игоря Кононенко, в последний раз присутствовавшего на заседании парламента 19 января. По данным издания «LB.ua», первым сообщившим об отравлении, депутат проходит лечение заграницей, ибо уровень ртути превысил допустимый в 50 раз. Сам депутат и его партия официально не комментировали ситуацию.

## Доходы
По декларации 2013 года Игорь Кононенко официально задекларировал 30 млн гривен. Согласно декларации за 2014 год, общая сумма доходов Игоря Кононенко составила 15 215 113 грн. Из них зарплата и другие выплаты — 221 956 гривен, дивиденды и проценты — 14 993 157 гривен. В собственности находятся земельные участки площадью 4654 м² и 2255 м², а также жилые дома площадью 1643,6 м² и 36,6 м². Стоимость первого дома в элитном районе Киева «Царское Село» оценивается в 244 млн гривен, а участка — 105 млн гривен. Кроме того, у Кононенко есть квартира площадью 236,6 м² (стоимостью 7,07 млн гривен) и Mercedes-Benz GL 600.
Согласно данным электронной декларации за 2015 год, у Кононенко было наличными 6,628 млн гривен, 965 тыс. евро, 928 тыс. долларов США. Заработная плата за год составила 77 732 гривны. Народный депутат задекларировал семь земельных участков и шесть жилых домов на общую сумму более 1,8 млрд гривен. Также от фонда «ВИК» он получил 14 млн гривен дивидендов. Игорь Кононенко указал в декларации владение следующими компаниями:
Судостроительный завод «Ленинская кузница» (Киев)
- ООО «Международная теннисная академия»
- «Медсервис плюс»
- «Промавтоматика»
- «Европейский дом»
- «Киевгейт Инвестмент»
- «Treck Holding Coast S.L.» (Испания)
- «Lancashire Big» (Испания)
- «Treck Holding Limited» (Гибралтар)
- ООО «Внеэкономсервис»
- RI-SYSTEM LIMITED
- «Песковский завод стеклоизделий» (совместно с Петром Порошенко)
- Спортивно-оздоровительный комплекс «Монитор» (совместно с Петром Порошенко)
- СК «Краина» (совместно с Петром Порошенко)
- АК «Богдан моторс» (совместно с Петром Порошенко)
- Международный Инвестиционный Банк (совместно с Петром Порошенко)
- ОАО ЗНКИФ «ВИК»

В электронной декларации за 2016 год указал доход в 14 743 000 гривен, в том числе 161 тыс. гривен депутатской зарплаты, 82 тыс. гривен процентов по вкладу в «Укрсоцбанке», а также 14,5 млн гривен дивидендов от ОАО ЗНКИФ «ВИК». На счету в «Укрсоцбанке» у Кононенко было 2,1 млн гривен.

## Награды
Наградное оружие — пистолет «Форт-21.02» и 15 патронов (27 декабря 2015).

## Семья
Жена — Лилия Кононенко (род. 1966). Есть трое детей: сын Виталий — директор спортшколы «МТА Международная теннисная академия» (род. 1988, жена — Мария Аркадьевна) и дочери Дарья (род. 1994) и Ольга (род. 1999).